# Italia ai Giochi olimpici

Logo dell'Italia Team, marchio del CONI che riunisce tutte le squadre e gli atleti ai Giochi Olimpici.

Bandiera usata dal 1896 al 1936

L'Italia ha fatto parte del Comitato Olimpico Internazionale sin dalla prima edizione dei Giochi Olimpici dell'Era Moderna e ha partecipato con delegazioni ufficiali a tutte le edizioni dei giochi con l'eccezione della prima (Atene 1896) e della terza (Saint Louis 1904), anche se recenti ricerche ipotizzano la partecipazione a titolo individuale di almeno un atleta italiano ad ambedue le competizioni.
Gli atleti italiani hanno vinto 658 medaglie ai Giochi olimpici estivi, 74 medaglie ai Giochi olimpici estivi giovanili, 141 medaglie ai Giochi olimpici invernali, 22 medaglie ai Giochi olimpici invernali giovanili. È inoltre la seconda nazione, dopo la Svezia, per numero di partecipazioni olimpiche consecutive estive e invernali con almeno una medaglia, 41 a partire da Berlino 1936.
Il Comitato olimpico nazionale italiano fu creato nel 1908 e riconosciuto nel 1913.

## Edizioni ospitate
L'Italia ha ospitato i Giochi in tre occasioni:
- i VII Giochi olimpici invernali del 1956 a Cortina d'Ampezzo;
- i Giochi della XVII Olimpiade del 1960 a Roma;
- i XX Giochi olimpici invernali del 2006 a Torino.

Anche i giochi del 1908 e i giochi invernali del 1944 si sarebbero dovuti svolgere rispettivamente a Roma e Cortina d'Ampezzo, ma i primi vennero annullati a causa dell'eruzione del Vesuvio del 7 aprile 1906 mentre i secondi furono annullati a causa della seconda guerra mondiale. 
L'Italia ospiterà a Milano e Cortina d'Ampezzo i XXV Giochi Olimpici Invernali nel 2026.
Inoltre, nel corso di oltre un secolo sono state numerose le candidature olimpiche italiane, non andate a buon fine.

## Posizioni dell'Italia nei medaglieri
- 7ª nel medagliere complessivo dei Giochi olimpici per numero complessivo di medaglie d'oro (271)
- 6ª nel medagliere dei giochi olimpici estivi per numero di medaglie d'oro (229)
- 12ª nel medagliere dei giochi olimpici invernali per numero di medaglie d'oro (42)
- 6ª nel medagliere complessivo dei Giochi olimpici per numero complessivo di medaglie (799)
- 7ª nel medagliere dei giochi olimpici estivi per numero complessivo di medaglie (658)
- 11ª nel medagliere dei giochi olimpici invernali per numero complessivo di medaglie (141)
- 8ª nel medagliere complessivo dei giochi olimpici giovanili per numero complessivo di medaglie d'oro (28)
- 5ª nel medagliere dei giochi olimpici estivi giovanili per numero di medaglie d'oro (23)
- 14ª nel medagliere dei giochi olimpici invernali giovanili per numero di medaglie d'oro (5)
- 6ª nel medagliere complessivo dei giochi olimpici giovanili per numero complessivo di medaglie (96)
- 4ª nel medagliere dei giochi olimpici estivi giovanili per numero complessivo di medaglie (74)
- 13ª nel medagliere dei giochi olimpici invernali giovanili per numero complessivo di medaglie (22)

Si ricorda che nei medaglieri la classifica ufficiale di riferimento è per medaglie d'oro vinte.
Dati aggiornati ai Giochi Olimpici Estivi Parigi 2024 e ai Giochi Olimpici Invernali Pechino 2022.

## Medaglieri

### Medaglie ai Giochi olimpici estivi

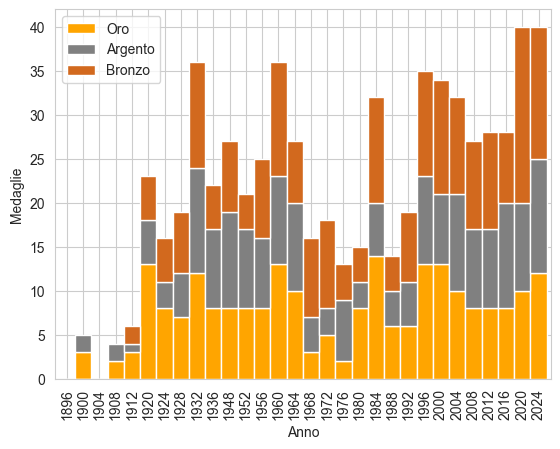
Medaglie vinte dall'Italia ai Giochi Olimpici estivi

Dati aggiornati all'11 agosto 2024.
| Giochi                        | Oro  | Argento | Bronzo | Totale | Posizione |
| ----------------------------- | ---- | ------- | ------ | ------ | --------- |
| Atene 1896                    | N.P. | N.P.    | N.P.   | N.P.   | -         |
| Parigi 1900                   | 3    | 2       | 0      | 5      | 8ª        |
| Saint Louis 1904              | N.P. | N.P.    | N.P.   | N.P.   | -         |
| Londra 1908                   | 2    | 2       | 0      | 4      | 9ª        |
| Stoccolma 1912                | 3    | 1       | 2      | 6      | 11ª       |
| Anversa 1920                  | 13   | 5       | 5      | 23     | 7ª        |
| Parigi 1924                   | 8    | 3       | 5      | 16     | 5ª        |
| Amsterdam 1928                | 7    | 5       | 7      | 19     | 5ª        |
| Los Angeles 1932              | 12   | 12      | 12     | 36     | 2ª        |
| Berlino 1936                  | 8    | 9       | 5      | 22     | 4ª        |
| Londra 1948                   | 8    | 11      | 8      | 27     | 5ª        |
| Helsinki 1952                 | 8    | 9       | 4      | 21     | 5ª        |
| Melbourne 1956                | 8    | 8       | 9      | 25     | 5ª        |
| Roma 1960 (nazione ospitante) | 13   | 10      | 13     | 36     | 3ª        |
| Tokyo 1964                    | 10   | 10      | 7      | 27     | 5ª        |
| Città del Messico 1968        | 3    | 4       | 9      | 16     | 13ª       |
| Monaco di Baviera 1972        | 5    | 3       | 10     | 18     | 10ª       |
| Montréal 1976                 | 2    | 7       | 4      | 13     | 14ª       |
| Mosca 1980                    | 8    | 3       | 4      | 15     | 5ª        |
| Los Angeles 1984              | 14   | 6       | 12     | 32     | 5ª        |
| Seul 1988                     | 6    | 4       | 4      | 14     | 10ª       |
| Barcellona 1992               | 6    | 5       | 8      | 19     | 12ª       |
| Atlanta 1996                  | 13   | 10      | 12     | 35     | 6ª        |
| Sydney 2000                   | 13   | 8       | 13     | 34     | 7ª        |
| Atene 2004                    | 10   | 11      | 11     | 32     | 8ª        |
| Pechino 2008                  | 8    | 9       | 10     | 27     | 9ª        |
| Londra 2012                   | 8    | 9       | 11     | 28     | 9ª        |
| Rio de Janeiro 2016           | 8    | 12      | 8      | 28     | 9ª        |
| Tokyo 2020                    | 10   | 10      | 20     | 40     | 10ª       |
| Parigi 2024                   | 12   | 13      | 15     | 40     | 9ª        |
| Totale                        | 229  | 201     | 228    | 658    |           |

L(*)N.P. = non partecipante

### Medaglie ai Giochi olimpici invernali

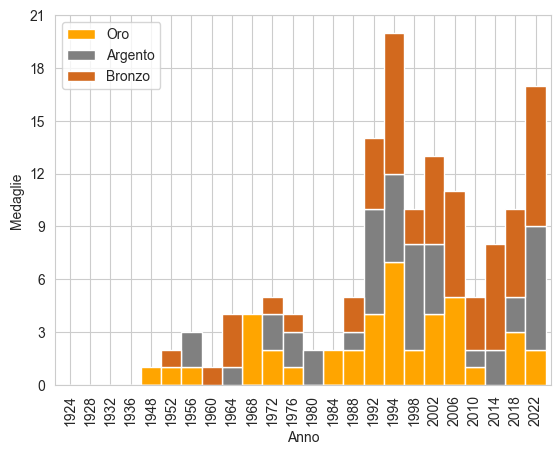
Medaglie vinte dall'Italia ai Giochi Olimpici invernali

Dati aggiornati al 19 febbraio 2022
| Giochi                                     | Oro | Argento | Bronzo | Totale | Posizione |
| ------------------------------------------ | --- | ------- | ------ | ------ | --------- |
| Chamonix-Mont-Blanc 1924                   | 0   | 0       | 0      | 0      | -         |
| Sankt Moritz 1928                          | 0   | 0       | 0      | 0      | -         |
| Lake Placid 1932                           | 0   | 0       | 0      | 0      | -         |
| Garmisch-Partenkirchen 1936                | 0   | 0       | 0      | 0      | -         |
| Sankt Moritz 1948                          | 1   | 0       | 0      | 1      | 10ª       |
| Oslo 1952                                  | 1   | 0       | 1      | 2      | 6ª        |
| Cortina d'Ampezzo 1956 (nazione ospitante) | 1   | 2       | 0      | 3      | 8ª        |
| Squaw Valley 1960                          | 0   | 0       | 1      | 1      | 14ª       |
| Innsbruck 1964                             | 0   | 1       | 3      | 4      | 12ª       |
| Grenoble 1968                              | 4   | 0       | 0      | 4      | 4ª        |
| Sapporo 1972                               | 2   | 2       | 1      | 5      | 8ª        |
| Innsbruck 1976                             | 1   | 2       | 1      | 4      | 10ª       |
| Lake Placid 1980                           | 0   | 2       | 0      | 2      | 13ª       |
| Sarajevo 1984                              | 2   | 0       | 0      | 2      | 10ª       |
| Calgary 1988                               | 2   | 1       | 2      | 5      | 10ª       |
| Albertville 1992                           | 4   | 6       | 4      | 14     | 6ª        |
| Lillehammer 1994                           | 7   | 5       | 8      | 20     | 4ª        |
| Nagano 1998                                | 2   | 6       | 2      | 10     | 10ª       |
| Salt Lake City 2002                        | 4   | 4       | 5      | 13     | 7ª        |
| Torino 2006 (nazione ospitante)            | 5   | 0       | 6      | 11     | 9ª        |
| Vancouver 2010                             | 1   | 1       | 3      | 5      | 16ª       |
| Sochi 2014                                 | 0   | 2       | 6      | 8      | 23ª       |
| Pyeongchang 2018                           | 3   | 2       | 5      | 10     | 12ª       |
| Pechino 2022                               | 2   | 7       | 8      | 17     | 13ª       |
| Totale                                     | 42  | 43      | 56     | 141    |           |

### Medaglie ai Giochi olimpici estivi giovanili
Dati aggiornati al dicembre 2018.
| Giochi            | Oro | Argento | Bronzo | Totale | Posizione |
| ----------------- | --- | ------- | ------ | ------ | --------- |
| Singapore 2010    | 5   | 9       | 5      | 19     | 10ª       |
| Nanchino 2014     | 7   | 8       | 6      | 21     | 7ª        |
| Buenos Aires 2018 | 11  | 10      | 13     | 34     | 5ª        |
| Totale            | 23  | 27      | 24     | 74     |           |

### Medaglie ai Giochi olimpici invernali giovanili
Dati aggiornati al 1 febbraio 2024.
| Giochi           | Oro | Argento | Bronzo | Totale | Posizione |
| ---------------- | --- | ------- | ------ | ------ | --------- |
| Innsbruck 2012   | 2   | 2       | 1      | 5      | 12ª       |
| Lillehammer 2016 | 1   | 2       | 6      | 9      | 15ª       |
| Losanna 2020     | 2   | 3       | 3      | 8      | 12ª       |
| Gangwon 2024     | 11  | 3       | 4      | 18     | 1ª        |
| Totale           | 16  | 10      | 14     | 40     |           |

## Medaglieri specifici per uomini e donne

### Giochi olimpici estivi
| Edizione               | Uomini | Uomini | Uomini | Uomini | Donne | Donne | Donne | Donne | Discipline miste | Discipline miste | Discipline miste | Discipline miste | Totale | Totale | Totale | Totale |
| Edizione               |        |        |        | Tot.   |       |       |       | Tot.  |                  |                  |                  | Tot.             |        |        |        | Tot.   |
| ---------------------- | ------ | ------ | ------ | ------ | ----- | ----- | ----- | ----- | ---------------- | ---------------- | ---------------- | ---------------- | ------ | ------ | ------ | ------ |
| Atene 1896             | -      | -      | -      | -      | -     | -     | -     | -     | -                | -                | -                | -                | -      | -      | -      | -      |
| Parigi 1900            | 3      | 2      | -      | 5      | -     | -     | -     | -     | -                | -                | -                | -                | 3      | 2      | -      | 5      |
| Saint Louis 1904       | -      | -      | -      | -      | -     | -     | -     | -     | -                | -                | -                | -                | -      | -      | -      | -      |
| Londra 1908            | 2      | 2      | -      | 4      | -     | -     | -     | -     | -                | -                | -                | -                | 2      | 2      | -      | 4      |
| Stoccolma 1912         | 3      | 1      | 2      | 6      | -     | -     | -     | -     | -                | -                | -                | -                | 3      | 1      | 2      | 6      |
| Anversa 1920           | 13     | 5      | 5      | 23     | -     | -     | -     | -     | -                | -                | -                | -                | 13     | 5      | 5      | 23     |
| Parigi 1924            | 8      | 3      | 5      | 16     | -     | -     | -     | -     | -                | -                | -                | -                | 8      | 3      | 5      | 16     |
| Amsterdam 1928         | 7      | 4      | 7      | 18     | -     | 1     | -     | 1     | -                | -                | -                | -                | 7      | 5      | 7      | 19     |
| Los Angeles 1932       | 12     | 12     | 12     | 36     | -     | -     | -     | -     | -                | -                | -                | -                | 12     | 12     | 12     | 36     |
| Berlino 1936           | 7      | 9      | 5      | 21     | 1     | -     | -     | 1     | -                | -                | -                | -                | 8      | 9      | 5      | 22     |
| Londra 1948            | 8      | 9      | 8      | 25     | -     | 2     | -     | 2     | -                | -                | -                | -                | 8      | 11     | 8      | 27     |
| Helsinki 1952          | 7      | 9      | 4      | 20     | 1     | -     | -     | 1     | -                | -                | -                | -                | 8      | 9      | 4      | 21     |
| Melbourne 1956         | 8      | 8      | 9      | 25     | -     | -     | -     | -     | -                | -                | -                | -                | 8      | 8      | 9      | 25     |
| Roma 1960              | 13     | 10     | 11     | 34     | -     | -     | 2     | 2     | -                | -                | -                | -                | 13     | 10     | 13     | 36     |
| Tōkyō 1964             | 10     | 10     | 6      | 26     | -     | -     | 1     | 1     | -                | -                | -                | -                | 10     | 10     | 7      | 27     |
| Città del Messico 1968 | 3      | 4      | 9      | 16     | -     | -     | -     | -     | -                | -                | -                | -                | 3      | 4      | 9      | 16     |
| Monaco di Baviera 1972 | 4      | 2      | 7      | 13     | 1     | 1     | 3     | 5     | -                | -                | -                | -                | 5      | 3      | 10     | 18     |
| Montréal 1976          | 2      | 5      | 4      | 11     | -     | 2     | -     | 2     | -                | -                | -                | -                | 2      | 7      | 4      | 13     |
| Mosca 1980             | 7      | 2      | 4      | 13     | 1     | -     | -     | 1     | -                | 1                | -                | 1                | 8      | 3      | 4      | 15     |
| Los Angeles 1984       | 13     | 4      | 11     | 28     | 1     | 2     | 1     | 4     | -                | -                | -                | -                | 14     | 6      | 12     | 32     |
| Seoul 1988             | 6      | 3      | 4      | 13     | -     | 1     | -     | 1     | -                | -                | -                | -                | 6      | 4      | 4      | 14     |
| Barcellona 1992        | 4      | 4      | 8      | 16     | 2     | 1     | -     | 3     | -                | -                | -                | -                | 6      | 5      | 8      | 19     |
| Atlanta 1996           | 10     | 5      | 7      | 22     | 3     | 5     | 5     | 13    | -                | -                | -                | -                | 13     | 10     | 12     | 35     |
| Sydney 2000            | 7      | 6      | 10     | 23     | 6     | 2     | 3     | 11    | -                | -                | -                | -                | 13     | 8      | 13     | 34     |
| Atene 2004             | 8      | 6      | 9      | 23     | 2     | 5     | 2     | 9     | -                | -                | -                | -                | 10     | 11     | 11     | 32     |
| Pechino 2008           | 4      | 6      | 6      | 16     | 4     | 3     | 4     | 11    | -                | -                | -                | -                | 8      | 9      | 10     | 27     |
| Londra 2012            | 5      | 8      | 7      | 20     | 3     | 1     | 4     | 8     | -                | -                | -                | -                | 8      | 9      | 11     | 28     |
| Rio de Janeiro 2016    | 7      | 5      | 6      | 18     | 1     | 7     | 2     | 10    | -                | -                | -                | -                | 8      | 12     | 8      | 28     |
| Tokyo 2020             | 7      | 7      | 10     | 24     | 2     | 3     | 10    | 15    | 1                | -                | -                | 1                | 10     | 10     | 20     | 40     |
| Parigi 2024            | 3      | 9      | 11     | 23     | 7     | 4     | 4     | 15    | 2                | -                | -                | 2                | 12     | 13     | 15     | 40     |
| Totale                 | 191    | 160    | 187    | 538    | 35    | 40    | 41    | 116   | 3                | 1                | -                | 4                | 229    | 201    | 228    | 658    |

### Giochi olimpici invernali
| Edizione                    | Uomini | Uomini | Uomini | Uomini | Donne | Donne | Donne | Donne | Squadre miste | Squadre miste | Squadre miste | Squadre miste | Totale | Totale | Totale | Totale |
| Edizione                    |        |        |        | Tot.   |       |       |       | Tot.  |               |               |               | Tot.          |        |        |        | Tot.   |
| --------------------------- | ------ | ------ | ------ | ------ | ----- | ----- | ----- | ----- | ------------- | ------------- | ------------- | ------------- | ------ | ------ | ------ | ------ |
| Chamonix-Mont-Blanc 1924    | -      | -      | -      | -      | -     | -     | -     | -     | -             | -             | -             | -             | -      | -      | -      | -      |
| Sankt Moritz 1928           | -      | -      | -      | -      | -     | -     | -     | -     | -             | -             | -             | -             | -      | -      | -      | -      |
| Lake Placid 1932            | -      | -      | -      | -      | -     | -     | -     | -     | -             | -             | -             | -             | -      | -      | -      | -      |
| Garmisch-Partenkirchen 1936 | -      | -      | -      | -      | -     | -     | -     | -     | -             | -             | -             | -             | -      | -      | -      | -      |
| Sankt Moritz 1948           | 1      | -      | -      | 1      | -     | -     | -     | -     | -             | -             | -             | -             | 1      | -      | -      | 1      |
| Oslo 1952                   | 1      | -      | -      | 1      | -     | -     | 1     | 1     | -             | -             | -             | -             | 1      | -      | 1      | 2      |
| Cortina d'Ampezzo 1956      | 1      | 2      | -      | 3      | -     | -     | -     | -     | -             | -             | -             | -             | 1      | 2      | -      | 3      |
| Squaw Valley 1960           | -      | -      | -      | -      | -     | -     | 1     | 1     | -             | -             | -             | -             | -      | -      | 1      | 1      |
| Innsbruck 1964              | -      | 1      | 3      | 4      | -     | -     | -     | -     | -             | -             | -             | -             | -      | 1      | 3      | 4      |
| Grenoble 1968               | 3      | -      | -      | 3      | 1     | -     | -     | 1     | -             | -             | -             | -             | 4      | -      | -      | 4      |
| Sapporo 1972                | 2      | 2      | 1      | 5      | -     | -     | -     | -     | -             | -             | -             | -             | 2      | 2      | 1      | 5      |
| Innsbruck 1976              | 1      | 1      | 1      | 3      | -     | 1     | -     | 1     | -             | -             | -             | -             | 1      | 2      | 1      | 4      |
| Lake Placid 1980            | -      | 2      | -      | 2      | -     | -     | -     | -     | -             | -             | -             | -             | -      | 2      | -      | 2      |
| Sarajevo 1984               | 1      | -      | -      | 1      | 1     | -     | -     | 1     | -             | -             | -             | -             | 2      | -      | -      | 2      |
| Calgary 1988                | 2      | 1      | 2      | 5      | -     | -     | -     | -     | -             | -             | -             | -             | 2      | 1      | 2      | 5      |
| Albertville 1992            | 2      | 5      | 3      | 10     | 2     | 1     | 1     | 4     | -             | -             | -             | -             | 4      | 6      | 4      | 14     |
| Lillehammer 1994            | 3      | 3      | 4      | 10     | 4     | 2     | 4     | 10    | -             | -             | -             | -             | 7      | 5      | 8      | 20     |
| Nagano 1998                 | 1      | 4      | 1      | 6      | 1     | 2     | 1     | 4     | -             | -             | -             | -             | 2      | 6      | 2      | 10     |
| Salt Lake City 2002         | 1      | 1      | 1      | 3      | 3     | 3     | 3     | 9     | -             | -             | 1             | 1             | 4      | 4      | 5      | 13     |
| Torino 2006                 | 5      | -      | 3      | 8      | -     | -     | 3     | 3     | -             | -             | -             | -             | 5      | -      | 6      | 11     |
| Vancouver 2010              | 1      | 1      | 2      | 4      | -     | -     | 1     | 1     | -             | -             | -             | -             | 1      | 1      | 3      | 5      |
| Sochi 2014                  | -      | 1      | 2      | 3      | -     | 1     | 3     | 4     | -             | -             | 1             | 1             | -      | 2      | 6      | 8      |
| Pyeongchang 2018            | -      | 1      | 2      | 3      | 3     | 1     | 2     | 6     | -             | -             | 1             | 1             | 3      | 2      | 5      | 10     |
| Pechino 2022                | -      | 1      | 4      | 5      | 1     | 4     | 4     | 9     | 1             | 2             | -             | 3             | 2      | 7      | 8      | 17     |
| Totale                      | 25     | 26     | 29     | 80     | 16    | 15    | 24    | 55    | 1             | 2             | 3             | 6             | 42     | 43     | 56     | 141    |

## Medaglieri per singolo sport
Dati aggiornati al 11 agosto 2024.

### Medaglie negli sport estivi
| Sport                | Oro | Argento | Bronzo | Totale |
| -------------------- | --- | ------- | ------ | ------ |
| Scherma              | 50  | 49      | 36     | 135    |
| Ciclismo             | 36  | 17      | 13     | 66     |
| Atletica leggera     | 24  | 16      | 29     | 69     |
| Tiro                 | 17  | 18      | 12     | 47     |
| Pugilato             | 15  | 15      | 18     | 48     |
| Ginnastica           | 15  | 8       | 12     | 35     |
| Canottaggio          | 11  | 16      | 16     | 43     |
| Sport equestri       | 7   | 9       | 7      | 23     |
| Nuoto                | 7   | 8       | 20     | 35     |
| Canoa/kayak          | 7   | 8       | 4      | 19     |
| Lotta                | 7   | 4       | 11     | 22     |
| Vela                 | 6   | 3       | 8      | 17     |
| Sollevamento pesi    | 5   | 5       | 8      | 18     |
| Judo                 | 5   | 4       | 9      | 18     |
| Pallanuoto           | 4   | 3       | 3      | 10     |
| Tuffi                | 3   | 5       | 3      | 11     |
| Tiro con l'arco      | 2   | 3       | 4      | 9      |
| Pentathlon moderno   | 2   | 2       | 4      | 8      |
| Taekwondo            | 2   | 1       | 2      | 5      |
| Pallavolo            | 1   | 3       | 3      | 7      |
| Calcio               | 1   | 0       | 2      | 3      |
| Tennis               | 1   | 0       | 2      | 3      |
| Karate               | 1   | 0       | 1      | 2      |
| Pallacanestro        | 0   | 2       | 0      | 2      |
| Beach volley         | 0   | 1       | 0      | 1      |
| Arrampicata sportiva | 0   | 0       | 0      | 0      |
| Badminton            | 0   | 0       | 0      | 0      |
| Baseball/Softball    | 0   | 0       | 0      | 0      |
| Break dance          | 0   | 0       | 0      | 0      |
| Cricket              | 0   | 0       | 0      | 0      |
| Croquet              | 0   | 0       | 0      | 0      |
| Golf                 | 0   | 0       | 0      | 0      |
| Hockey su prato      | 0   | 0       | 0      | 0      |
| Lacrosse             | 0   | 0       | 0      | 0      |
| Motonautica          | 0   | 0       | 0      | 0      |
| Nuoto sincronizzato  | 0   | 0       | 0      | 0      |
| Palla basca          | 0   | 0       | 0      | 0      |
| Pallacorda           | 0   | 0       | 0      | 0      |
| Pallamano            | 0   | 0       | 0      | 0      |
| Polo                 | 0   | 0       | 0      | 0      |
| Racquets             | 0   | 0       | 0      | 0      |
| Roque                | 0   | 0       | 0      | 0      |
| Rugby                | 0   | 0       | 0      | 0      |
| Skateboard           | 0   | 0       | 0      | 0      |
| Surf                 | 0   | 0       | 0      | 0      |
| Tennis tavolo        | 0   | 0       | 0      | 0      |
| Tiro alla fune       | 0   | 0       | 0      | 0      |
| Triathlon            | 0   | 0       | 0      | 0      |
| Totale               | 229 | 201     | 228    | 658    |

### Medaglie negli sport invernali
| Sport                   | Oro | Argento | Bronzo | Totale |
| ----------------------- | --- | ------- | ------ | ------ |
| Sci alpino              | 14  | 11      | 11     | 36     |
| Sci di fondo            | 9   | 14      | 13     | 36     |
| Slittino                | 7   | 4       | 7      | 18     |
| Bob                     | 4   | 4       | 4      | 12     |
| Short track             | 3   | 6       | 6      | 15     |
| Pattinaggio di velocità | 2   | 1       | 4      | 7      |
| Snowboard               | 1   | 2       | 2      | 5      |
| Skeleton                | 1   | 0       | 0      | 1      |
| Curling                 | 1   | 0       | 0      | 1      |
| Biathlon                | 0   | 1       | 6      | 7      |
| Pattinaggio di figura   | 0   | 0       | 2      | 2      |
| Combinata nordica       | 0   | 0       | 1      | 1      |
| Freestyle               | 0   | 0       | 0      | 0      |
| Hockey su ghiaccio      | 0   | 0       | 0      | 0      |
| Salto con gli sci       | 0   | 0       | 0      | 0      |
| Totale                  | 42  | 43      | 56     | 141    |

## Alfieri

### Giochi olimpici estivi
Nella tabella seguenti sono presenti tutti i portabandiera delle rappresentative italiane nel corso della storia. Dal 2004 sono presenti anche portabandiera alla cerimonia di chiusura
| Edizione               | Cerimonia di apertura | Sport             | Cerimonia di chiusura | Sport            |
| ---------------------- | --------------------- | ----------------- | --------------------- | ---------------- |
| Londra 1908            | Pietro Bragaglia      | Ginnastica        | N.D.                  | N.D.             |
| Stoccolma 1912         | Alberto Braglia       | Ginnastica        | N.D.                  | N.D.             |
| Anversa 1920           | Nedo Nadi             | Scherma           | N.D.                  | N.D.             |
| Parigi 1924            | Ugo Frigerio          | Atletica leggera  | N.D.                  | N.D.             |
| Amsterdam 1928         | Carlo Galimberti      | Sollevamento Pesi | N.D.                  | N.D.             |
| Los Angeles 1932       | Ugo Frigerio          | Atletica leggera  | N.D.                  | N.D.             |
| Berlino 1936           | Giulio Gaudini        | Scherma           | N.D.                  | N.D.             |
| Londra 1948            | Giovanni Rocca        | Atletica leggera  | N.D.                  | N.D.             |
| Helsinki 1952          | Miranda Cicognani     | Ginnastica        | N.D.                  | N.D.             |
| Melbourne 1956         | Edoardo Mangiarotti   | Scherma           | N.D.                  | N.D.             |
| Roma 1960              | Edoardo Mangiarotti   | Scherma           | N.D.                  | N.D.             |
| Tokyo 1964             | Giuseppe Delfino      | Scherma           | N.D.                  | N.D.             |
| Città del Messico 1968 | Raimondo D'Inzeo      | Equitazione       | N.D.                  | N.D.             |
| Monaco di Baviera 1972 | Abdon Pamich          | Atletica leggera  | N.D.                  | N.D.             |
| Montréal 1976          | Klaus Dibiasi         | Tuffi             | N.D.                  | N.D.             |
| Mosca 1980             | N.D.                  | N.D.              | N.D.                  | N.D.             |
| Los Angeles 1984       | Sara Simeoni          | Atletica leggera  | N.D.                  | N.D.             |
| Seul 1988              | Pietro Mennea         | Atletica leggera  | N.D.                  | N.D.             |
| Barcellona 1992        | Giuseppe Abbagnale    | Canottaggio       | N.D.                  | N.D.             |
| Atlanta 1996           | Giovanna Trillini     | Scherma           | N.D.                  | N.D.             |
| Sydney 2000            | Carlton Myers         | Pallacanestro     | N.D.                  | N.D.             |
| Atene 2004             | Jury Chechi           | Ginnastica        | Carmela Allucci       | Pallanuoto       |
| Pechino 2008           | Antonio Rossi         | Canoa             | Clemente Russo        | Pugilato         |
| Londra 2012            | Valentina Vezzali     | Scherma           | Daniele Molmenti      | Canoa/kayak      |
| Rio de Janeiro 2016    | Federica Pellegrini   | Nuoto             | Daniele Lupo          | Beach volley     |
| Tokyo 2020             | Jessica Rossi         | Tiro a volo       | Marcell Jacobs        | Atletica leggera |
| Tokyo 2020             | Elia Viviani          | Ciclismo          | Marcell Jacobs        | Atletica leggera |
| Parigi 2024            | Arianna Errigo        | Scherma           | Rossella Fiamingo     | Scherma          |
| Parigi 2024            | Gianmarco Tamberi     | Atletica leggera  | Gregorio Paltrinieri  | Nuoto            |

### Giochi olimpici invernali
| Edizione                    | Cerimonia di apertura | Sport                 | Cerimonia di chiusura  | Sport                   |
| --------------------------- | --------------------- | --------------------- | ---------------------- | ----------------------- |
| Chamonix-Mont-Blanc 1924    | Leonardo Bonzi        | Bob                   | N.D.                   | N.D.                    |
| Sankt Moritz 1928           | Ferdinando Glück      | Sci di fondo          | N.D.                   | N.D.                    |
| Lake Placid 1932            | Erminio Sertorelli    | Sci di fondo          | N.D.                   | N.D.                    |
| Garmisch-Partenkirchen 1936 | Adriano Guarnieri     | Sci alpino            | N.D.                   | N.D.                    |
| Sankt Moritz 1948           | Vittorio Chierroni    | Sci alpino            | N.D.                   | N.D.                    |
| Oslo 1952                   | Fides Romanin         | Sci di fondo          | N.D.                   | N.D.                    |
| Cortina d'Ampezzo 1956      | Tito Tolin            | Salto con gli sci     | N.D.                   | N.D.                    |
| Squaw Valley 1960           | Bruno Alberti         | Sci alpino            | N.D.                   | N.D.                    |
| Innsbruck 1964              | Eugenio Monti         | Bob                   | N.D.                   | N.D.                    |
| Grenoble 1968               | Clotilde Fasolis      | Sci alpino            | N.D.                   | N.D.                    |
| Sapporo 1972                | Luciano De Paolis     | Bob                   | N.D.                   | N.D.                    |
| Innsbruck 1976              | Gustav Thöni          | Sci alpino            | N.D.                   | N.D.                    |
| Lake Placid 1980            | Gustav Thöni          | Sci alpino            | N.D.                   | N.D.                    |
| Sarajevo 1984               | Paul Hildgartner      | Slittino              | N.D.                   | N.D.                    |
| Calgary 1988                | Paul Hildgartner      | Slittino              | N.D.                   | N.D.                    |
| Albertville 1992            | Alberto Tomba         | Sci alpino            | N.D.                   | N.D.                    |
| Lillehammer 1994            | Deborah Compagnoni    | Sci alpino            | N.D.                   | N.D.                    |
| Nagano 1998                 | Gerda Weissensteiner  | Slittino              | N.D.                   | N.D.                    |
| Salt Lake City 2002         | Isolde Kostner        | Sci alpino            | N.D.                   | N.D.                    |
| Torino 2006                 | Carolina Kostner      | Pattinaggio artistico | N.D.                   | N.D.                    |
| Vancouver 2010              | Giorgio Di Centa      | Sci di fondo          | Giuliano Razzoli       | Sci alpino              |
| Soči 2014                   | Armin Zöggeler        | Slittino              | Arianna Fontana        | Short track             |
| Pyeongchang 2018            | Arianna Fontana       | Short track           | Carolina Kostner       | Pattinaggio artistico   |
| Pechino 2022                | Michela Moioli        | Snowboard             | Francesca Lollobrigida | Pattinaggio di velocità |

### Giochi olimpici estivi giovanili
- Singapore 2010: Alberta Santuccio (Scherma)
- Nanchino 2014: Aurora Tognetti (Pentathlon moderno)
- Buenos Aires 2018: Davide Di Veroli (Scherma)

### Giochi olimpici invernali giovanili
- Innsbruck 2012: Florian Gruber (Slittino)
- Lillehammer 2016: Felix Schwarz (Slittino)
- Losanna 2020: Alessia Tornaghi (Pattinaggio artistico)
- Gangwon 2024: Flora Tabanelli (Freestyle)

## Atleti con il maggior numero di partecipazioni
Gli atleti con almeno 5 partecipazioni ai Giochi olimpici sono 70. In grassetto gli atleti in attività.
| Partecip. | Atleta               | Classe | Edizioni        | Arco tempo (età 1ª/ultima) | Sport           | Oro | Argento | Bronzo | Tot. |
| --------- | -------------------- | ------ | --------------- | -------------------------- | --------------- | --- | ------- | ------ | ---- |
| 8         | Piero D'Inzeo        | 1923   | 1948/1976       | 28 anni (25/53)            | Equitazione     | 0   | 2       | 4      | 6    |
| 8         | Raimondo D'Inzeo     | 1925   | 1948/1976       | 28 anni (23/51)            | Equitazione     | 1   | 2       | 3      | 6    |
| 8         | Josefa Idem          | 1964   | 1984/2012       | 28 anni (20/48)            | Canoa           | 1   | 2       | 2      | 5    |
| 8         | Giovanni Pellielo    | 1970   | 1992/2016, 2024 | 32 anni (22/54)            | Tiro a volo     | 0   | 3       | 1      | 4    |
| 6         | Angelo Mazzoni       | 1961   | 1980/2000       | 20 anni (19/39)            | Scherma         | 2   | 0       | 1      | 3    |
| 6         | Wilfried Huber       | 1970   | 1988/2006       | 18 anni (18/36)            | Slittino        | 1   | 0       | 0      | 1    |
| 6         | Gerda Weissensteiner | 1969   | 1988/2006       | 18 anni (19/37)            | Slittino e Bob  | 1   | 0       | 1      | 2    |
| 6         | Ilario Di Buò        | 1965   | 1984/2008       | 24 anni (19/43)            | Tiro con l'arco | 0   | 2       | 0      | 2    |
| 6         | Andrea Benelli       | 1960   | 1988/2008       | 20 anni (28/48)            | Tiro a volo     | 1   | 0       | 1      | 2    |
| 6         | Natalia Valeeva      | 1969   | 1992/2012       | 20 anni (23/43)            | Tiro con l'arco | 0   | 0       | 2      | 2    |
| 6         | Alessandra Sensini   | 1970   | 1992/2012       | 20 anni (22/42)            | Vela            | 1   | 1       | 2      | 4    |
| 6         | Armin Zöggeler       | 1974   | 1994/2014       | 20 anni (20/40)            | Slittino        | 2   | 1       | 3      | 6    |
| 6         | Marco De Nicolo      | 1976   | 2000/2020       | 20 anni (22/44)            | Tiro a segno    | 0   | 0       | 0      | 0    |
| 6         | Roland Fischnaller   | 1980   | 2002/2022       | 20 anni (21/41)            | Snowboard       | 0   | 0       | 0      | 0    |

Seguono con 5 partecipazioni altri 56 atleti: Giovanni De Benedictis, Fabrizio Donato, Fiona May, Pietro Mennea e Abdon Pamich (atletica leggera), Wilfried Pallhuber e Nathalie Santer (biathlon), Beniamino Bonomi,  Antonio Rossi e Maria Cristina Giai Pron (canoa), Rossano Galtarossa, Raffaello Leonardo, Alessio Sartori e Simone Venier (canottaggio), Roberta Bonanomi (ciclismo su strada), Alessandro Pittin (combinata nordica), Alessandro Argenton e Graziano Mancinelli (equitazione), Federica Pellegrini (nuoto), Gianni De Magistris, Pietro Figlioli e Stefano Tempesti (pallanuoto), Andrea Giani ed Eleonora Lo Bianco (pallavolo), Andrea Cassarà, Edoardo Mangiarotti, Aldo Montano, Luigi Tarantino, Giovanna Trillini, Valentina Vezzali e Margherita Zalaffi (scherma), Kristian Ghedina (sci alpino), Stefania Belmondo, Maurilio de Zolt, Giorgio Di Centa, Manuela Di Centa, Gabriella Paruzzi, Gianfranco Polvara, Fulvio Valbusa, Sabina Valbusa e Giorgio Vanzetta (sci di fondo), Yuri Confortola e Arianna Fontana (short track), Oswald Haselrieder, Paul Hildgartner, Gerhard Plankensteiner e Hansjörg Raffl (slittino), Sara Errani (tennis), Chiara Cainero, Ennio Falco e Galliano Rossini (tiro a volo), Giancarlo Ferrari e Mauro Nespoli (tiro con l'arco), Giorgio Cagnotto e Tania Cagnotto (tuffi) e Agostino Straulino (vela).

## Atleti con il maggior numero di medaglie
Sono in tutto 15 gli atleti italiani che hanno conquistato almeno cinque medaglie ai Giochi olimpici.
In grassetto gli atleti ancora in attività. 
| #  | Atleta               | Sport        | Oro | Argento | Bronzo | Tot. |
| -- | -------------------- | ------------ | --- | ------- | ------ | ---- |
| 1  | Edoardo Mangiarotti  | Scherma      | 6   | 5       | 2      | 13   |
| 2  | Arianna Fontana      | Short Track  | 2   | 4       | 5      | 11   |
| 3  | Stefania Belmondo    | Sci di fondo | 2   | 3       | 5      | 10   |
| 4  | Valentina Vezzali    | Scherma      | 6   | 1       | 2      | 9    |
| 5  | Giulio Gaudini       | Scherma      | 3   | 4       | 2      | 9    |
| 6  | Giovanna Trillini    | Scherma      | 4   | 1       | 3      | 8    |
| 7  | Gustavo Marzi        | Scherma      | 2   | 5       | 0      | 7    |
| 8  | Manuela Di Centa     | Sci di fondo | 2   | 2       | 3      | 7    |
| 9  | Nedo Nadi            | Scherma      | 6   | 0       | 0      | 6    |
| 10 | Giuseppe Delfino     | Scherma      | 4   | 2       | 0      | 6    |
| 11 | Eugenio Monti        | Bob          | 2   | 2       | 2      | 6    |
| 12 | Armin Zöggeler       | Slittino     | 2   | 1       | 3      | 6    |
| 13 | Raimondo D'Inzeo     | Equitazione  | 1   | 2       | 3      | 6    |
| 14 | Piero D'Inzeo        | Equitazione  | 0   | 2       | 4      | 6    |
| 15 | Gregorio Paltrinieri | Nuoto        | 1   | 2       | 2      | 5    |

## Azzurri vincitori di almeno tre ori
| #  | Atleta                     | Anni      | Oro | Argento | Bronzo | Totale |
| 1  | Edoardo Mangiarotti        | 1936-1960 | 6   | 5       | 2      | 13     |
| 2  | Valentina Vezzali          | 1996-2012 | 6   | 1       | 2      | 9      |
| 3  | Nedo Nadi                  | 1912-1920 | 6   | 0       | 0      | 6      |
| 4  | Giuseppe Delfino           | 1952-1964 | 4   | 2       | 0      | 6      |
| 5  | Giovanna Trillini          | 1992-2008 | 4   | 1       | 3      | 8      |
| 6  | Oreste Puliti              | 1920-1928 | 4   | 1       | 0      | 5      |
| 7  | Giorgio Zampori            | 1912-1924 | 4   | 0       | 1      | 5      |
| 8  | Carlo Pavesi               | 1952-1960 | 4   | 0       | 0      | 4      |
| 9  | Giulio Gaudini             | 1928-1936 | 3   | 4       | 2      | 9      |
| 10 | Klaus Dibiasi              | 1964-1976 | 3   | 2       | 0      | 5      |
| 11 | Alberto Tomba              | 1988-1994 | 3   | 2       | 0      | 5      |
| 12 | Giancarlo Cornaggia-Medici | 1928-1936 | 3   | 1       | 1      | 5      |
| 13 | Antonio Rossi              | 1992-2004 | 3   | 1       | 1      | 5      |
| 14 | Deborah Compagnoni         | 1992-1998 | 3   | 1       | 0      | 4      |
| 15 | Aldo Nadi                  | 1920      | 3   | 1       | 0      | 4      |
| 16 | Romeo Neri                 | 1928-1932 | 3   | 1       | 0      | 4      |
| 17 | Franco Riccardi            | 1928-1936 | 3   | 1       | 0      | 4      |
| 18 | Niccolò Campriani          | 2008-2016 | 3   | 1       | 0      | 4      |
| 19 | Ugo Frigerio               | 1920-1932 | 3   | 0       | 1      | 4      |
| 20 | Agostino Abbagnale         | 1988-2000 | 3   | 0       | 0      | 3      |
| 21 | Luigi Maiocco              | 1912-1924 | 3   | 0       | 0      | 3      |
| 22 | Alberto Braglia            | 1908-1912 | 3   | 0       | 0      | 3      |

## Azzurri a podio in almeno quattro Giochi olimpici
Sono in tutto 20 gli atleti azzurri, tra uomini e donne, capaci di andare a podio in almeno 4 diverse edizioni dei Giochi olimpici. Altresì, sono 5 gli atleti che sono andati a podio per 5 edizioni consecutive. Alle Olimpiadi di Pechino 2022, Arianna Fontana è andata a podio per la sua quinta Olimpiade consecutiva nello short track, raggiungendo in questa prestigiosa élite gli schermidori Edoardo Mangiarotti, Giovanna Trillini e Valentina Vezzali e la sciatrice di fondo Gabriella Paruzzi. Lo slittinista Armin Zöggeler è l'unico atleta ad aver vinto medaglie in 6 Olimpiadi consecutive nella stessa disciplina singola e uno dei 2 in generale, eguagliato ai Giochi olimpici di Tokyo 2020 da Isabell Werth nel dressage individuale (6 medaglie individuali non consecutive).
6 volte consecutive
- Armin Zöggeler (da Lillehammer 1994 a Soči 2014) (slittino)

5 volte consecutive
- Edoardo Mangiarotti (da Berlino 1936 a Roma 1960) (scherma)
- Giovanna Trillini (da Barcellona 1992 a Pechino 2008) (scherma)
- Gabriella Paruzzi (da Albertville 1992 a Torino 2006) (sci di fondo)
- Valentina Vezzali (da Atlanta 1996 a Londra 2012) (scherma)
- Arianna Fontana (da Torino 2006 a Pechino 2022) (short track)

4 volte consecutive
- Manlio Di Rosa (da Berlino 1936 a Melbourne 1956) (scherma)
- Josefa Idem (da Atlanta 1996 a Pechino 2008) + Los Angeles 1984, ma per la Germania Ovest (canoa)
- Alessandra Sensini (da Atlanta 1996 a Pechino 2008) (vela)
- Klaus Dibiasi (da Tōkyō 1964 a Montréal 1976) (tuffi)
- Antonio Rossi (da Barcellona 1992 ad Atene 2004) (canoa)
- Giuseppe Delfino (da Helsinki 1952 a Tōkyō 1964) (scherma)
- Michele Maffei (da Città del Messico 1968 a Mosca 1980) (scherma)
- Stefania Belmondo (da Albertville 1992 a Salt Lake City 2002) (sci di fondo)

4 volte non consecutive
- Raimondo D'Inzeo (Melbourne 1956, Roma 1960, Tōkyō 1964 e Monaco di Baviera 1972) (sport equestri)
- Piero D'Inzeo (Melbourne 1956, Roma 1960, Tōkyō 1964 e Monaco di Baviera 1972) (sport equestri)
- Rossano Galtarossa (Barcellona 1992, Sydney 2000, Atene 2004 e Pechino 2008) (canottaggio)
- Samuele Papi (Atlanta 1996, Sydney 2000, Atene 2004 e Londra 2012) (pallavolo)
- Giovanni Pellielo (Sydney 2000, Atene 2004, Pechino 2008 e Rio 2016) (tiro a volo)
- Aldo Montano (Atene 2004, Pechino 2008, Londra 2012 e Tokyo 2020) (scherma)

### In gare individuali
Tuttavia restringendo il discorso alle sole medaglie a titolo individuale, questo numero si riduce a soli 7 atleti, di cui 5 donne, 3 di loro a segno per la quarta volta a Pechino 2008. Valentina Vezzali è l'unica atleta italiana ad essere riuscita ad andare a medaglia in 5 olimpiadi consecutive in gare individuali mentre il record assoluto della storia appartiene a Armin Zöggeler andato a podio per sei olimpiadi consecutive. La prima donna azzurra a vincere 4 medaglie olimpiche in gare individuali fu Giovanna Trillini che invece a Pechino 2008 si è dovuta accontentare del bronzo a squadre e del 4º posto individuale.
6 volte consecutive
- Armin Zöggeler 6 volte (bronzo ad Lillehammer 1994, argento a Nagano 1998, oro a Salt Lake City 2002 e a Torino 2006, bronzo a Vancouver 2010 e a Soči 2014) (slittino)

5 volte consecutive
- Valentina Vezzali 5 volte (ad Atlanta 1996 argento nel fioretto, oro nelle tre olimpiadi successive, bronzo a Londra 2012 sempre nella gara di fioretto individuale)

4 volte consecutive
- Klaus Dibiasi 4 volte (a Tōkyō 1964 argento nella piattaforma in cui sarà oro nelle tre olimpiadi successive, inoltre argento nel trampolino a Città del Messico 1968);
- Giovanna Trillini 4 volte (a Barcellona 1992 è oro, quindi dopo due bronzi ad Atlanta 1996 e Sydney 2000, ad Atene 2004 è argento sempre nella gara di fioretto individuale);
- Alessandra Sensini 4 volte (ad Atlanta 1996 ed Atene 2004 bronzo, oro a Sydney 2000 ed argento a Pechino 2008 nella vela windsurf);
- Josefa Idem 4 volte (bronzo ad Atlanta 1996, oro a Sydney 2000, argento ad Atene 2004 e Pechino 2008 sempre nel K1 500 m);
- Arianna Fontana 4 volte (bronzo nei 500 metri a Vancouver 2010, argento nei 500 metri e bronzo nei 1000 metri a Soči 2014, oro nei 500 metri e bronzo nei 1500 metri a Pyeongchang 2018, oro nei 500 metri e argento nei 1500 metri a Pechino 2022 nello short track).